# Szeleburdi háborúba megy
A Szeleburdi háborúba megy (eredeti cím: Putiferio va alla guerra) 1968-ban bemutatott olasz rajzfilm, amely Mario Ghierighin La Guerriera Nera című története alapján készült. Az animációs játékfilm rendezője Roberto Gavioli, producere Bruno Paolinelli. A forgatókönyvet Luciano Doddoli és Bruno Paolinelli írták, a zenéjét Beppe Moraschi szerezte. A mozifilm a Gamma Film, a Rizzoli Film és a Saba Cinematografica gyártásában készült, a Cineriz forgalmazásában jelent meg. Műfaja háborús film. 
Olaszországban 1968. december 30-án mutatták be a mozikban. Magyarországon két szinkronos változat is készült belőle, amelyekből az elsőt 1992. április 4-én az MTV2-n, a másodikat 1997. december 30-án az MTV1-en vetítették le a televízióban.

## Szereplők
| Szereplő                     | Eredeti hang | Magyar hang                     | Magyar hang                     |
| Szereplő                     | Eredeti hang | 1. magyar változat (MTV2, 1992) | 2. magyar változat (MTV1, 1997) |
| ---------------------------- | ------------ | ------------------------------- | ------------------------------- |
| Uhu-muhu, a bagoly           | N/A          | Gruber Hugó                     | Sinkó László                    |
| Szeleburdi                   | N/A          | Farkasinszky Edit               | N/A                             |
| Csin-csin                    | N/A          | Rátóti Zoltán                   | N/A                             |
| Hangy őrmester               | N/A          | Dózsa László                    | Hollósi Frigyes                 |
| Csip-csáp, a pók             | N/A          | Farkas Antal                    | N/A                             |
| Malomhangyák grófja          | N/A          | Velenczey István                | N/A                             |
| Öreg arany hangya parancsnok | N/A          | Turgonyi Pál                    | N/A                             |
| Harkály                      | N/A          | Józsa Imre                      | N/A                             |
| Félszemű tücsök              | N/A          | Szersén Gyula                   | Szersén Gyula                   |
| Méhkirálynő                  | N/A          | Dallos Szilvia                  | Kocsis Mariann                  |
| Polgármester                 | N/A          | Somogyvári Pál                  | N/A                             |
| Pap                          | N/A          | Horkai János                    | N/A                             |
| Konferáló béka               | N/A          | Perlaki István                  | N/A                             |
| Levéltetű gondnok            | N/A          | Orosz István                    | N/A                             |
| Kanóc gróf                   | N/A          | Kárpáti Tibor                   | N/A                             |

- További magyar hangok (1. magyar változatban): Bognár Zsolt, Borbély László, Csíkos Gábor, Kristóf Tibor, Magda Gabi, Sinkovits-Vitay András, Szabó Éva, Szabó Sipos Barnabás, Széles Anna, Várkonyi András
- További magyar hangok (2. magyar változatban): Szokol Péter

## Televíziós megjelenések
- 1. magyar változat: TV-2
- 2. magyar változat: MTV 1

## Fordítás
- Ez a szócikk részben vagy egészben  a   Putiferio va alla guerra című olasz Wikipédia-szócikk fordításán alapul.  Az eredeti cikk szerkesztőit annak laptörténete sorolja fel. Ez a jelzés csupán a megfogalmazás eredetét és a szerzői jogokat jelzi, nem szolgál a cikkben szereplő információk forrásmegjelöléseként.
- Ez a szócikk részben vagy egészben  a   The Magic Bird című angol Wikipédia-szócikk fordításán alapul.  Az eredeti cikk szerkesztőit annak laptörténete sorolja fel. Ez a jelzés csupán a megfogalmazás eredetét és a szerzői jogokat jelzi, nem szolgál a cikkben szereplő információk forrásmegjelöléseként.